# Tennistoernooi van Dubai 2024
Het tennistoernooi van Dubai van 2024 werd van zondag 18 februari tot en met zaterdag 2 maart 2024 gespeeld op de hardcourtbuitenbanen van het Aviation Club Tennis Centre in Dubai, de hoofdstad van het gelijknamige emiraat in de Verenigde Arabische Emiraten. De officiële naam van het toernooi was Duty Free Tennis Championships.
Het toernooi bestond uit twee delen:
- WTA-toernooi van Dubai 2024, het toernooi voor de vrouwen (18–24 februari)
- ATP-toernooi van Dubai 2024, het toernooi voor de mannen (26 februari–2 maart)

| WTA               | februari 2024 | februari 2024 | februari 2024 | februari 2024 | februari 2024 | februari 2024 | februari 2024 |
| WTA               | zon 18        | maa 19        | din 20        | woe 21        | don 22        | vrĳ 23        | zat 24        |
| ----------------- | ------------- | ------------- | ------------- | ------------- | ------------- | ------------- | ------------- |
| vrouwenenkelspel  | 1e ronde      | 1e ronde      | 2e ronde      | 3e ronde      | kwartfinale   | halve finale  | finale        |
| vrouwendubbelspel | 1e ronde      | 1e ronde      | 2e ronde      | 2e ronde      | kwartfinale   | halve finale  | finale        |

| ATP              | februari 2024 | februari 2024 | februari 2024 | februari 2024 | februari 2024 | maart 2024   | maart 2024 |
| ATP              | maa 26        | din 27        | woe 28        | woe 28        | don 29        | vrĳ 1        | zat 2      |
| ---------------- | ------------- | ------------- | ------------- | ------------- | ------------- | ------------ | ---------- |
| mannenenkelspel  | 1e ronde      | 1e ronde      | 2e ronde      | 2e ronde      | kwartfinale   | halve finale | finale     |
| mannendubbelspel | 1e ronde      | 1e ronde      | 1e ronde      | 2e ronde      | 2e ronde      | halve finale | finale     |

ATP-toernooi van Dubai – WTA-toernooi van Dubai

2001 · 2002 · 2003 · 2004 · 2005 · 2006 · 2007 · 2008 · 2009 · 2010 · 2011 · 2012 · 2013 · 2014 · 2015 · 2016 · 2017 · 2018 · 2019 · 2020 · 2021 · 2022 · 2023 · 2024 · 2025